# Selma (Észak-Karolina)
Selma település az Amerikai Egyesült Államok Észak-Karolina államában, Johnston megyében. Lakosainak száma 6317 fő (2020. április 1.).

## Népesség
A település népességének változása:

| 2010 | 6 073 |
| 2020 | 6 317 |